# 卧佛寺镇
卧佛寺镇，原为卧佛寺乡，是中华人民共和国河北省张家口涿鹿县下辖的一个乡镇级行政单位。2022年1月，经河北省人民政府批准，撤乡设镇。

## 行政区划
卧佛寺镇下辖以下地区：
卧佛寺村、姜家窑村、吉庆堡村、红土沟村、野场村、大斜阳村、南水沟村、下大洼村、王家窑村、上老君屯村、下老君屯村、祁家沟村、梨园寺村、桦沟村、冰沟村、上梨园村、太平堡村、狼窝村、南榆林村、羊圈村、水关口村、鲍家口村和兑九沟村。